# Paški most
Paški most je armiranobetonski ločni most, ki povezuje otok Pag s celino preko Ljubačkih vrat v Zadrski županiji, na državni cesti D106. Paški most se je odprl 17. novembra 1968. Most je dolg 301 in širok 9 metrov. Razpon loka je 193 metrov.
Most je zgradilo podjetje Mostogradnja, za načrt pa je skrbel inženir Ilija Stojadinović, ki je načrtoval tudi Šibeniški most. Most je zelo izpostavljen burji, med izgradnjo pa je moral štiri mesece vzdržati vetrove stopnje 8 po Beaufortovi lestvici. V nevihti spomladi leta 2019 je bila zabeležena hitrost vetra 198 kilometrov na uro.
Med hrvaško osamosvojitveno vojno je bil Paški most edina povezava med osrednjim in južnim delom jadranske Hrvaške, Bosne in Hercegovine na eni strani ter severnim delom jadranske Hrvaške (Kvarner in Istra) in celinsko Hrvaško na drugi strani. Jugoslovanska ljudska armada ga je večkrat napadla. Kmalu po vojni je bil most v celoti obnovljen.